# FIDE-Schachweltmeisterschaften 1993–2005
| Name                | Zeitraum  | Land       |
| ------------------- | --------- | ---------- |
| Anatoli Karpow      | 1993–1999 | Russland   |
| Alexander Chalifman | 1999–2000 | Russland   |
| Viswanathan Anand   | 2000–2002 | Indien     |
| Ruslan Ponomarjow   | 2002–2004 | Ukraine    |
| Rustam Kasimjanov   | 2004–2005 | Usbekistan |
| Wesselin Topalow    | 2005–2006 | Bulgarien  |

Die FIDE-Schachweltmeisterschaften 1993–2005 waren eine Folge der Disqualifikation des amtierenden Schachweltmeisters, Garri Kasparow, durch den Weltschachbund FIDE. Diese Absetzung wurde von Kasparow nicht anerkannt. In der Folge war der Weltmeistertitel von 1993 bis 2006 zweigeteilt.
Auf der einen Seite verteidigte Kasparow seinen Titel in eigens organisierten Wettkämpfen 1993 und 1995 und verlor ihn in der Schachweltmeisterschaft 2000 schließlich in persönlicher Kontinuität an Wladimir Kramnik. Dieser führte zur Schachweltmeisterschaft 2004 die seither oft auch rückwirkend verwendeten Bezeichnungen „klassischer Schachweltmeister“ und „klassische Schachweltmeisterschaft“ ein – in Abgrenzung zu den auf der anderen Seite von der FIDE organisierten Weltmeisterschaftsturnieren, die dementsprechend als „FIDE-Schachweltmeisterschaften“ oder kürzer „FIDE-Weltmeisterschaften“ bezeichnet werden. Diese Ausdrücke werden üblicherweise nur für die Zeit des konkurrierenden Anspruchs auf den Titel verwendet, wiewohl von den Schachweltmeisterschaften 1948 bis 1990 alle Weltmeisterschaften von der FIDE organisiert wurden, sowie auch jene danach: Nachdem mehrere Initiativen zur Wiedervereinigung gescheitert waren, wurde beim Vereinigungskampf in der Schachweltmeisterschaft 2006 zwischen Kramnik und dem FIDE-Weltmeister Wesselin Topalow die Teilung aufgehoben.
Aus mehreren Gründen fanden die FIDE-Schachweltmeisterschaften 1993–2005 relativ wenig Beachtung, und ihre Sieger wurden überwiegend nicht als Weltmeister oder gar beste Schachspieler der Welt anerkannt. Die FIDE wechselte mehrfach den Modus; sie wandte bei einigen dieser Weltmeisterschaften das K.-o.-System und eine verkürzte Bedenkzeit an. Dies stieß bei vielen Spitzenspielern auf Widerstand und wurde später wieder abgeschafft. Bei keinem dieser FIDE-Weltmeisterschaftsturniere nahm der „klassische Weltmeister“ (Kasparow bzw. später Kramnik) teil. Teilweise gewannen Spieler nur der weiteren Weltspitze den Titel, insbesondere 2004 Rustam Kasimjanov. Bei der Zählung der Weltmeisterschaften und der Titelträger werden die FIDE-Weltmeisterschaften daher üblicherweise ignoriert. Kasparow als 13. Schachweltmeister wurde daher von Kramnik als dem 14. abgelöst, dieser wiederum in der Schachweltmeisterschaft 2007 von Viswanathan Anand, dem somit 15. Schachweltmeister.

## Hintergrund

### Der Weltmeistertitel und die FIDE
Angefangen mit dem Zweikampf von Wilhelm Steinitz gegen Johannes Zukertort hatten die Schachweltmeister und ihre selbst auserwählten Herausforderer in der Zeit von 1886 bis 1937 jeweils selbst die Initiative ergriffen, um die WM-Kämpfe zu organisieren. Erst im Jahr 1924 wurde der Weltschachbund FIDE gegründet und schon kurz darauf vergab er einen eigenen Titel, nämlich den des FIDE-Champions. Erster und auch einziger Träger war Efim Bogoljubow. Er spielte – unter der Regie der FIDE und finanziert von Mäzenen aus Deutschland – in den Jahren 1929 und 1934 zwei WM-Kämpfe gegen den unbestrittenen Weltmeister Alexander Aljechin, die er beide chancenlos verlor. Daraufhin machte die FIDE vorerst keine weiteren Versuche, den WM-Titel unter ihre Kontrolle zu bringen. Aljechin behielt den Titel (mit zwei Jahren Unterbrechung) bis zu seinem Tod im Jahr 1946. Nun erst konnte die FIDE genug Legitimität aufbringen, um selbst den Weltmeistertitel zu vergeben. So veranstaltete sie die Schachweltmeisterschaft 1948, ein Rundenturnier mit fünf Teilnehmern. Bis 1990 wurden dann regelmäßig Qualifikationskämpfe (sogenannte Kandidatenturniere) und Weltmeisterschaften von der FIDE in Zweikampfform ausgerichtet.

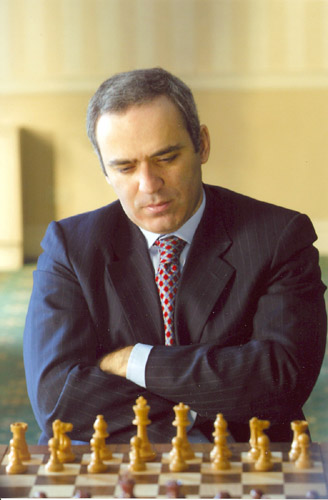
Garri Kasparow

### Kasparows Bruch mit dem Weltschachbund
Im Jahr 1993 zerstritt sich jedoch der damalige Weltmeister Kasparow mit der FIDE und gründete eine eigene Schachorganisation, die Professional Chess Association (PCA). Auf dieser Basis richtete er den Weltmeisterschaftskampf gegen den von der FIDE ermittelten englischen Herausforderer Nigel Short aus. Die FIDE hatte zuvor Kasparow und Short eine Frist gesetzt, innerhalb der die beiden auf ein der FIDE vorliegendes Austragungsangebot in Manchester eingehen sollten. Beide Spieler lehnten jedoch ab. Nach Ablauf des Ultimatums disqualifizierte die FIDE beide Spieler, erkannte Kasparow den offiziellen WM-Titel ab und organisierte eine „Ersatz-WM“. So waren zwei konkurrierende Titel entstanden: der Titel des PCA- oder klassischen Weltmeisters und der des FIDE-Weltmeisters. Kasparow äußert sich heute selbstkritisch über die Gründung der PCA: „It was bad judgement.“ (dt. Es war eine schlechte Entscheidung.).

## Die Zeit während der Spaltung

### Die „klassischen“ Weltmeisterschaften
Kasparow verteidigte während der klassischen Schachweltmeisterschaft 1993 erfolgreich seinen WM-Titel gegen Nigel Short. Und auch zwei Jahre später, bei der Schachweltmeisterschaft 1995 gegen Viswanathan Anand, konnte er sich im World Trade Center mit 10,5:7,5 durchsetzen. Im selben Jahr legten Kasparow und die FIDE ihren Streit bei und die PCA löste sich auf. Ein neuer Sponsor für einen WM-Kampf Kasparows fand sich erst im Jahr 2000; bei der von Braingames organisierten Weltmeisterschaft verlor er den WM-Titel gegen Wladimir Kramnik. Dieser war seit den Zeiten Aljechins der erste Herausforderer, den der Weltmeister sich selbst aussuchte. Kasparow wurde heftig dafür kritisiert, da Kramnik zuvor in einem Zweikampf gegen Alexei Schirow unterlegen war. Als sensationell wurde daher angesehen, dass Kasparow keine einzige Partie gewinnen konnte und Kramnik durch zwei Siege in der zweiten und zehnten Partie vorzeitig mit 8,5:6,5 als Sieger feststand.
Kramnik behauptete daraufhin im September und Oktober 2004 den „klassischen“ WM-Titel in einem Match gegen Péter Lékó, das mit 7:7 endete. Dieses Unentschieden genügte zur Titelverteidigung. Als Qualifikation dienten die Dortmunder Schachtage 2002. Erst 2006 willigte Kramnik schließlich in einen Wiedervereinigungskampf gegen den Sieger der FIDE-WM 2005, Wesselin Topalow, ein (siehe unten).

### Die FIDE-Weltmeisterschaften
Die FIDE aber musste zwei neue Spieler bestimmen, die das Finale „ihrer“ WM austrugen, und entschied sich für die letzten Gegner Shorts in den Kandidatenkämpfen – Jan Timman im Finale, Anatoli Karpow im Halbfinale. Der Sieger dieses Kampfes sollte als neuer offizieller FIDE-Weltmeister gelten. Karpow, der bereits von 1975 bis 1985 anerkannter Schachweltmeister war, setzte sich schließlich durch. Er konnte bis 1999 seinen WM-Titel behaupten, trat aber beim K.-o.-Turnier 1999 nicht mehr an und Alexander Chalifman wurde neuer Weltmeister. Bei den beiden vorangegangenen Turnieren 1996 und 1997/1998 war der Titelverteidiger durch die FIDE-Regeln bevorteilt worden, da er erst im Halbfinale bzw. Finale eingreifen musste und so einen konditionellen Vorteil gegenüber seinen Kontrahenten hatte, die zuvor mehrere Spiele innerhalb weniger Tage gegen starke Gegner absolvierten mussten. Nach heftigen Protesten der Spieler schaffte die FIDE die Sonderregelung für ihren Weltmeister vor der WM 1999 schließlich ab.

## FIDE-Weltmeisterschaft 1993

Anatoli Karpow, Gewinner der FIDE-WM 1993 und daraufhin FIDE-Weltmeister bis 1999

Die erste Weltmeisterschaft nach der Disqualifikation Kasparows fand vom 6. September bis zum 1. November 1993 in den Niederlanden (Arnheim und Amsterdam) sowie in Indonesien statt.
Karpow war zum damaligen Zeitpunkt der Zweite der FIDE-Weltrangliste, Timman belegte Rang 34. Beide Spieler waren 42 Jahre alt und hatten schon häufig gegeneinander gespielt. Die Bilanz sprach klar für Karpow: von den 67 vor dem Titelkampf gespielten Partien hatte er 23 gewonnen, Timman hatte nur in fünf Partien die Oberhand behalten.

### Organisatorische Schwierigkeiten
Der Matchbeginn war einen Tag vor dem Start der PCA-Weltmeisterschaft. Dies hatte zur Folge, dass er von den Medien kaum wahrgenommen wurde, da diese sich auf Kasparows Titelkampf konzentrierten. Der FIDE-Kampf war auf 24 Partien angesetzt. Die ersten zwölf Partien sollten in Zwolle, Arnheim und Amsterdam, also in drei Städten in Timmans Heimat Holland, die restlichen nach der ursprünglichen Planung im Sultanat Oman gespielt werden (Oman war das neueste Mitglied der FIDE). Zeitkontrollen waren nach zweieinhalb Stunden für 40 Züge vorgesehen, für den weiteren Verlauf eine Stunde für 16 Züge mit der anschließenden Möglichkeit einer Hängepartie. Im Falle eines Gleichstandes sollten maximal vier Mini-Matches à zwei Partien mit verkürzter Bedenkzeit gespielt werden. WM-Chef war Hendrik van Buren.
Als Preisgeld lobte der Weltschachbund anfänglich vier Millionen Schweizer Franken (2.482.000 Euro) aus, die je zur Hälfte von den niederländischen und den omanischen Organisatoren bereitgestellt werden sollten (fünf Achtel für den Gewinner, drei Achtel für den Verlierer). Die finanziellen Verpflichtungen wurden indes nicht eingehalten. Die niederländische Seite konnte nur die reinen Organisationskosten tragen, während die omanischen Veranstalter kurzfristig von ihrem Angebot zurücktraten. Nach Abschluss der ersten Hälfte war der Wettkampf daher vom Abbruch bedroht. Schließlich wurde die zweite Wettkampfhälfte nicht in Oman, sondern nach einer mehrwöchigen Match-Unterbrechung (25. September bis 16. Oktober) in der indonesischen Hauptstadt Jakarta ausgerichtet.
Das organisatorische Missmanagement trug mit dazu bei, dass Florencio Campomanes, der bereits teilweise für die Ereignisse um die Spaltung mitverantwortlich war, schließlich im Jahr 1995 als FIDE-Präsident abgelöst wurde.

### Ergebnis
Karpow entschied den Zweikampf mit 12,5:8,5 für sich. Die letzten drei Partien wurden nicht mehr gespielt, da Karpow mit vier Punkten Vorsprung uneinholbar in Führung lag.
|                | 1 | 2 | 3 | 4 | 5 | 6 | 7 | 8 | 9 | 10 | 11 | 12 | 13 | 14 | 15 | 16 | 17 | 18 | 19 | 20 | 21 | Ergebnis |
| -------------- | - | - | - | - | - | - | - | - | - | -- | -- | -- | -- | -- | -- | -- | -- | -- | -- | -- | -- | -------- |
| Anatoli Karpow | 1 | 0 | ½ | ½ | ½ | 1 | ½ | ½ | ½ | 1  | ½  | ½  | ½  | 1  | 1  | 1  | ½  | ½  | ½  | 0  | ½  | 12½      |
| Jan Timman     | 0 | 1 | ½ | ½ | ½ | 0 | ½ | ½ | ½ | 0  | ½  | ½  | ½  | 0  | 0  | 0  | ½  | ½  | ½  | 1  | ½  | 8½       |

## FIDE-Weltmeisterschaft 1996

### Qualifikation
Diese Weltmeisterschaft der FIDE war bis 2006 die letzte, bei der der FIDE-Weltmeister in einem Zweikampf ausgespielt wurde. Zunächst gab es in bewährter Manier Kandidatenwettkämpfe. Dabei wurde aber kein Herausforderer des Weltmeisters ermittelt, vielmehr wurde Titelverteidiger Anatoli Karpow ins Halbfinale gesetzt. Das Finale des Kandidatenturniers war damit zugleich der WM-Kampf.

#### Achtelfinale 1994
Die Wettkämpfe des Achtelfinales fanden im Januar 1994 in Wijk aan Zee statt.
Michael Adams – Boris Gelfand
|               | 1 | 2 | 3 | 4 | 5 | 6 | 7 | 8 | Punkte |
| ------------- | - | - | - | - | - | - | - | - | ------ |
| Michael Adams | ½ | ½ | ½ | 0 | 1 | 0 | ½ | 0 | 3      |
| Boris Gelfand | ½ | ½ | ½ | 1 | 0 | 1 | ½ | 1 | 5      |
Waleri Salow – Alexander Chalifman
|                     | 1 | 2 | 3 | 4 | 5 | 6 | Punkte |
| ------------------- | - | - | - | - | - | - | ------ |
| Waleri Salow        | 1 | ½ | 1 | 1 | ½ | 1 | 5      |
| Alexander Chalifman | 0 | ½ | 0 | 0 | ½ | 0 | 1      |
Jan Timman – Joël Lautier
|              | 1 | 2 | 3 | 4 | 5 | 6 | 7 | 8 | Punkte |
| ------------ | - | - | - | - | - | - | - | - | ------ |
| Jan Timman   | ½ | 1 | 0 | ½ | 1 | ½ | ½ | ½ | 4½     |
| Joël Lautier | ½ | 0 | 1 | ½ | 0 | ½ | ½ | ½ | 3½     |
Viswanathan Anand – Artur Jussupow
|                   | 1 | 2 | 3 | 4 | 5 | 6 | 7 | Punkte |
| ----------------- | - | - | - | - | - | - | - | ------ |
| Viswanathan Anand | ½ | 1 | 1 | 0 | 1 | ½ | ½ | 4½     |
| Artur Jussupow    | ½ | 0 | 0 | 1 | 0 | ½ | ½ | 2½     |
Paul van der Sterren – Gata Kamsky
|                      | 1 | 2 | 3 | 4 | 5 | 6 | 7 | Punkte |
| -------------------- | - | - | - | - | - | - | - | ------ |
| Paul van der Sterren | 0 | 1 | 0 | 0 | ½ | ½ | ½ | 2½     |
| Gata Kamsky          | 1 | 0 | 1 | 1 | ½ | ½ | ½ | 4½     |
Leonid Judassin – Wladimir Kramnik
|                  | 1 | 2 | 3 | 4 | 5 | 6 | 7 | Punkte |
| ---------------- | - | - | - | - | - | - | - | ------ |
| Leonid Judassin  | 0 | ½ | ½ | ½ | 0 | ½ | ½ | 2½     |
| Wladimir Kramnik | 1 | ½ | ½ | ½ | 1 | ½ | ½ | 4½     |

#### Viertelfinale 1994
Die Wettkämpfe des Viertelfinales fanden im Juli und August 1994 in Sanghi Nagar statt.
Viswanathan Anand – Gata Kamsky
|                   | 1 | 2 | 3 | 4 | 5 | 6 | 7 | 8 | 9 | 10 | Punkte |
| ----------------- | - | - | - | - | - | - | - | - | - | -- | ------ |
| Viswanathan Anand | ½ | ½ | 1 | 1 | ½ | 0 | 0 | ½ | 0 | 0  | 4      |
| Gata Kamsky       | ½ | ½ | 0 | 0 | ½ | 1 | 1 | ½ | 1 | 1  | 6      |
Wladimir Kramnik – Boris Gelfand
|                  | 1 | 2 | 3 | 4 | 5 | 6 | 7 | 8 | Punkte |
| ---------------- | - | - | - | - | - | - | - | - | ------ |
| Wladimir Kramnik | ½ | ½ | 1 | 0 | ½ | ½ | ½ | 0 | 3½     |
| Boris Gelfand    | ½ | ½ | 0 | 1 | ½ | ½ | ½ | 1 | 4½     |
Waleri Salow – Jan Timman
|              | 1 | 2 | 3 | 4 | 5 | 6 | 7 | 8 | Punkte |
| ------------ | - | - | - | - | - | - | - | - | ------ |
| Waleri Salow | 0 | ½ | ½ | 1 | ½ | ½ | 1 | ½ | 4½     |
| Jan Timman   | 1 | ½ | ½ | 0 | ½ | ½ | 0 | ½ | 3½     |

#### Halbfinale 1995
Die Wettkämpfe des Viertelfinales fanden im Februar 1995 in Sanghi Nagar statt.
Gelfand – Karpow
|                | 1 | 2 | 3 | 4 | 5 | 6 | 7 | 8 | 9 | Punkte |
| -------------- | - | - | - | - | - | - | - | - | - | ------ |
| Boris Gelfand  | ½ | ½ | 1 | 0 | ½ | 0 | 0 | ½ | 0 | 3      |
| Anatoli Karpow | ½ | ½ | 0 | 1 | ½ | 1 | 1 | ½ | 1 | 6      |
Kamsky – Salow
|              | 1 | 2 | 3 | 4 | 5 | 6 | 7 | Punkte |
| ------------ | - | - | - | - | - | - | - | ------ |
| Gata Kamsky  | 1 | ½ | 1 | ½ | 1 | 1 | ½ | 5½     |
| Waleri Salow | 0 | ½ | 0 | ½ | 0 | 0 | ½ | 1½     |
Damit fand das WM-Finale zwischen Karpow und Kamsky statt. Für den 45-jährigen Karpow war es bereits der neunte WM-Kampf. Sein Gegner Gata Kamsky war erst 22 Jahre alt und spielte das erste Mal um den Titel. Die Weltmeisterschaft dauerte vom 5. Juni bis 11. Juli 1996.

### Austragungsort
Nach einer langen Suche für einen passenden Austragungsort entschied man sich für Elista, die Hauptstadt Kalmückiens, einer autonomen Republik Russlands. Hauptgrund für diese Entscheidung war, dass der neue FIDE-Präsident Kirsan Iljumschinow, der gleichzeitig Präsident Kalmückiens war, Elista zu einem internationalen Schachzentrum machen wollte.

### Matchbedingungen
Das Preisgeld betrug 1,5 Millionen US-Dollar. Der Gewinner erhielt fünf Achtel des Geldes, also 937.500 Dollar. Falls es nach den vorgesehenen zwanzig Partien einen Gleichstand gegeben hätte, wären solange Mini-Wettkämpfe zu je zwei Partien gefolgt, bis einer davon von einem der Spieler gewonnen worden wäre. Auszeiten waren nicht erlaubt; bei Nichterscheinen hätte der jeweilige Spieler die Partie kampflos verloren.
Streit zwischen den Spielern verursachte die Regelung zur Hängepartie: Während Karpow nach sechs Stunden eine Vertagung des Spiels wünschte, wollte Kamsky am gleichen Tag bis zur Entscheidung spielen. Schließlich hielt man sich an die Wettkampf-Vereinbarung vom Dezember 1995, nach der 40 Züge in zwei Stunden und 16 weitere in einer Stunde gespielt werden mussten, bevor eine Partie abgebrochen werden konnte.

### Ergebnis
Karpow besiegte Kamsky mit 10,5:7,5 und verteidigte seinen Weltmeistertitel. Die zwei letzten Partien wurden nicht mehr gespielt, da Karpow nicht mehr eingeholt werden konnte.
Sechs Monate nach dem Turnier gab Kamsky seinen Rückzug aus dem professionellen Schach bekannt, um ein Studium der Rechtswissenschaften aufzunehmen. Mittlerweile spielt er jedoch wieder bei großen Turnieren und qualifizierte sich durch seinen Sieg beim Weltpokal 2007 sogar für das Kandidatenfinale der Weltmeisterschaft 2010 gegen Wesselin Topalow, das er jedoch verlor.
|                | 1 | 2 | 3 | 4 | 5 | 6 | 7 | 8 | 9 | 10 | 11 | 12 | 13 | 14 | 15 | 16 | 17 | 18 | Ergebnis |
| -------------- | - | - | - | - | - | - | - | - | - | -- | -- | -- | -- | -- | -- | -- | -- | -- | -------- |
| Anatoli Karpow | 1 | 0 | ½ | 1 | ½ | 1 | 1 | ½ | 1 | 0  | ½  | ½  | ½  | 1  | ½  | 0  | ½  | ½  | 10½      |
| Gata Kamsky    | 0 | 1 | ½ | 0 | ½ | 0 | 0 | ½ | 0 | 1  | ½  | ½  | ½  | 0  | ½  | 1  | ½  | ½  | 7½       |

## FIDE-Weltmeisterschaft 1997/1998
Zur Weltmeisterschaft 1997/1998 schlug der FIDE-Präsident Iljumschinow einen komplett neuen Modus vor: Mittels eines Knockout-Turniers sollte der Weltmeister ermittelt werden. In jeder Runde sollten zwei Partien gespielt werden (im Halbfinale und Finale vier bzw. sechs), bei Gleichstand sah das neue Reglement Tiebreaks mit Schnell- und Blitzpartien vor. Dieser Modus wurde zwar schon früher in Turnieren angewendet, jedoch niemals zuvor bei einer Weltmeisterschaft.

### Kontroversen über das neue Format
Ein Vorteil des neuen Formats bestand darin, dass ein langer Qualifizierungsprozess vermieden wurde, der gesamte Wettbewerb konnte innerhalb eines Monats ausgespielt werden. So wurden Terminierungsprobleme von vornherein minimiert, die bei früheren Weltmeisterschaften auftraten. Zudem waren mehr Spieler teilnahmeberechtigt (bis zu 128). Nach der anfänglichen Planung waren keine Privilegien für den Weltmeister vorgesehen, er sollte wie alle anderen Teilnehmer bereits in der ersten Runde in das Geschehen eingreifen. Allerdings wurde diese Regelung später zugunsten des Titelverteidigers geändert.
Von Gegnern des neuen Formats wurde die kurze Bedenkzeit und die kleine Partienanzahl (in den ersten Runden nur zwei) kritisiert, was dem Glück und Zufall einen zu großen Einfluss einräume. Speziell das Schnellschach-Format der Tiebreaks war umstritten. Letztlich führte das neue Reglement dazu, dass nicht unbedingt der bessere Spieler weiterkam, sondern im Extremfall sogar ein kompletter Außenseiter. Viele Fachleute sahen die klassische Tradition der Weltmeisterschaften gebrochen, der zufolge nur derjenige Weltmeister werden konnte, der den amtierenden in einem Zweikampf besiegte. Ausnahmen bildeten nur die Schachweltmeisterschaften 1948 nach dem Tode des amtierenden Weltmeisters Alexander Aljechin († 1946), und 1975, als Bobby Fischer die Titelverteidigung verweigerte.

### Austragungsorte und Teilnehmer
Alle Runden außer dem Finale fanden vom 9. bis 30. Dezember 1997 in Groningen statt. Das Finale wurde vom 2. bis 9. Januar 1998 im Olympischen Museum in Lausanne ausgetragen.
FIDE-Weltmeister Karpow und PCA-Weltmeister Kasparow waren direkt für das Halbfinale qualifiziert.
Kasparow wollte aber seinen Titel nicht unter den gegebenen Bedingungen verteidigen und sagte ab. Daraufhin modifizierte die FIDE das Format und setzte Karpow direkt ins Finale.
Insgesamt wurden sieben K.-o.-Runden gespielt. Es nahmen 97 Spieler teil. In der ersten Runde nahmen 68 Spieler den Kampf auf, zu den 34 Siegern stießen in der zweiten Runde 28 Meister hinzu, die auf Grund ihrer hohen Ratingzahl gesetzt worden waren. Zu den 31 Akteuren, die die dritte Runde erreichten, gesellte sich Boris Gelfand, der den Freiplatz des abwesenden Vorjahresfinalisten Kamsky erhielt.

### Ergebnis
Karpow traf im Finale im Januar 1998 auf Viswanathan Anand und setzte sich in zwei 25-Minuten-Partien mit 2:0 durch, nachdem der reguläre Wettkampf nach Turnierpartien 3:3 geendet hatte. Karpow war damals mit einer Elo-Zahl von 2735 Sechster der Weltrangliste, Anand belegte mit 2770 Punkten den dritten Platz hinter Kasparow und Kramnik.
|                   | 1 | 2 | 3 | 4 | 5 | 6 | Stand | S1 | S2 | Stand | Ergebnis |
| ----------------- | - | - | - | - | - | - | ----- | -- | -- | ----- | -------- |
| Anatoli Karpow    | 1 | 0 | ½ | 1 | ½ | 0 | 3     | 1  | 1  | 2     | 5        |
| Viswanathan Anand | 0 | 1 | ½ | 0 | ½ | 1 | 3     | 0  | 0  | 0     | 3        |

### Benachteiligung Anands
Nach den sechs K.-o.-Runden war Anand durch die Anstrengung nicht mehr frisch. Tatsächlich hatte Anand während der Weltmeisterschaft 23 Spiele gegen sechs starke Gegner absolviert. Ein ausgeruhter Karpow traf somit auf einen „abgekämpften“ Kontrahenten. Anands letzte Halbfinalpartie gegen Michael Adams fand am 30. Dezember 1997 statt, nur drei Tage vor Beginn des Finalkampfs. Es war offensichtlich, dass er in Lausanne müde war.
Die FIDE wandte nach Protesten der Spieler dieses Privileg des Titelverteidigers bei den folgenden K.-o.-Weltmeisterschaften nicht mehr an und ließ ihre Titelträger bereits in der zweiten Runde antreten. Karpow nahm seitdem nur noch einmal (2001/2002 in seiner Heimatstadt Moskau) an dieser Veranstaltung teil.

## FIDE-Weltmeisterschaft 1999

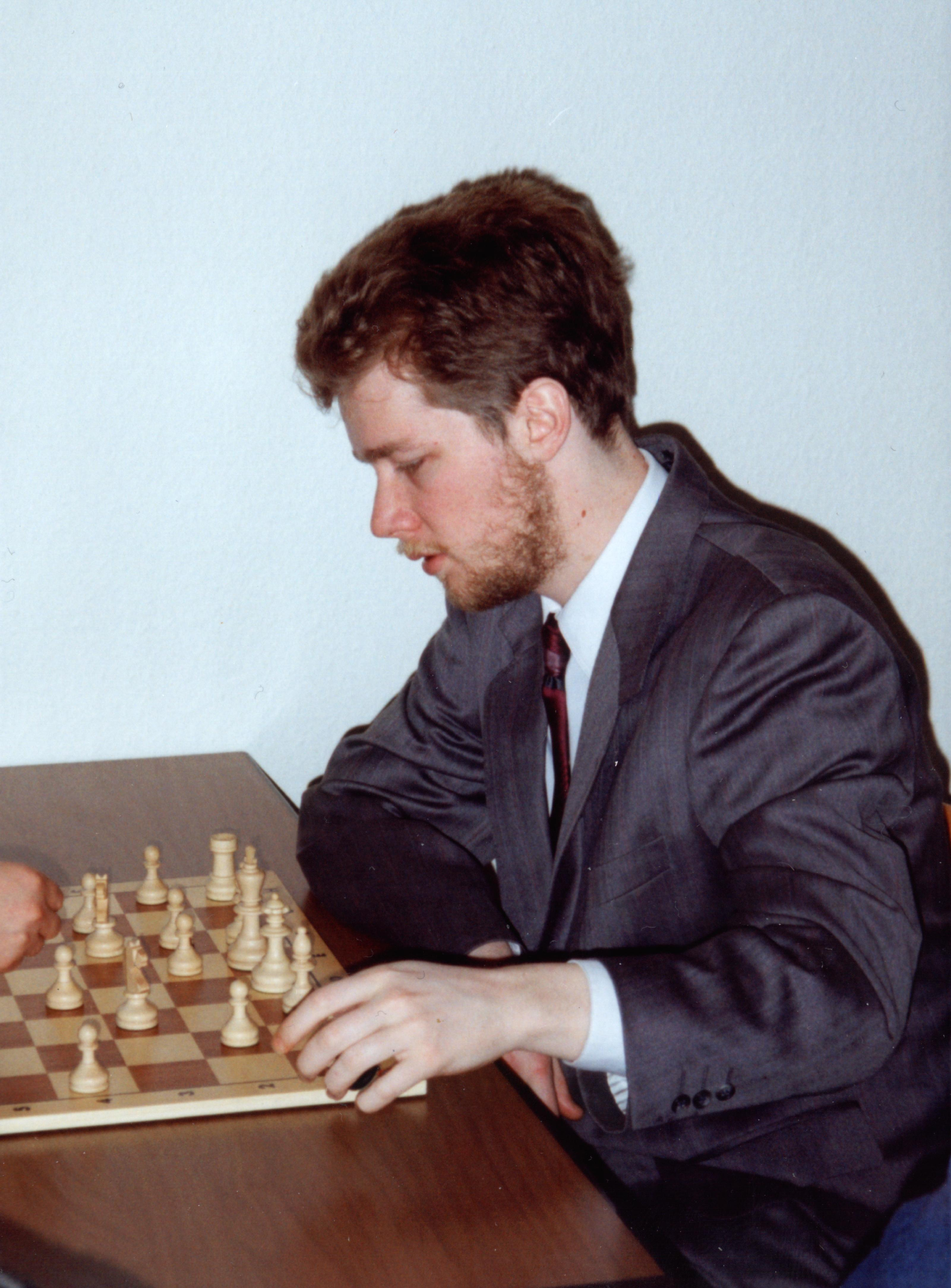
Alexander Chalifman

Das zweite K.-o.-Turnier um die FIDE-Weltmeisterschaft fand vom 30. Juli bis 29. August 1999 in Las Vegas statt. Karpow war diesmal nicht im Finale gesetzt und verweigerte seine Teilnahme. Auch der klassische Weltmeister Kasparow nahm nicht teil und bezeichnete die meisten Teilnehmer als „Touristen“.
Keiner der Favoriten konnte sich durchsetzen, und so standen sich im Finale überraschend Alexander Chalifman und Wladimir Hakobjan gegenüber. Hakobjan (auch Akopian) war damals die Nummer 36 der Weltrangliste, Chalifman wurde an Position 44 geführt, was im Vergleich mit dem Weltranglistenersten und PCA-Weltmeister Kasparow den sportlich zweifelhaften Wert der FIDE-Weltmeisterschaft verdeutlichte. Chalifman äußerte sich zu diesem Thema nach dem Turnier wie folgt: „Das Wertungssystem funktioniert perfekt für jene Spieler, die nur in Rundenturnieren antreten. Ich denke, dass viele von diesen überbewertet sind. Organisatoren laden immer wieder dieselben Spieler ein, weil ihre Wertungszahl stets auf dem gleichen hohen Niveau ist.“ Vielleicht als Antwort darauf wurde Chalifman – zu diesem Zeitpunkt auf Platz 31 der Weltrangliste – als Ersatz für Alexander Morosewitsch (Fünfter der Weltrangliste) zum nächsten „Superturnier“ in Linares eingeladen, das anderweitig für die Top 6 der Weltrangliste reserviert war. Chalifman erzielte 4,5 aus 10 Punkten, 1,5 Punkte hinter den geteilten Siegern Kramnik und Kasparow und gleichauf mit den übrigen Spielern Viswanathan Anand, Péter Lékó und Alexei Schirow.

### Ergebnis
Das Finale über sechs Partien fand vom 21. bis 28. August statt. Chalifman besiegte Hakobjan mit 3,5:2,5 und wurde neuer FIDE-Weltmeister.
|                     | 1 | 2 | 3 | 4 | 5 | 6 | Ergebnis |
| ------------------- | - | - | - | - | - | - | -------- |
| Alexander Chalifman | 1 | ½ | 0 | 1 | ½ | ½ | 3½       |
| Wladimir Hakobjan   | 0 | ½ | 1 | 0 | ½ | ½ | 2½       |

## FIDE-Weltmeisterschaft 2000

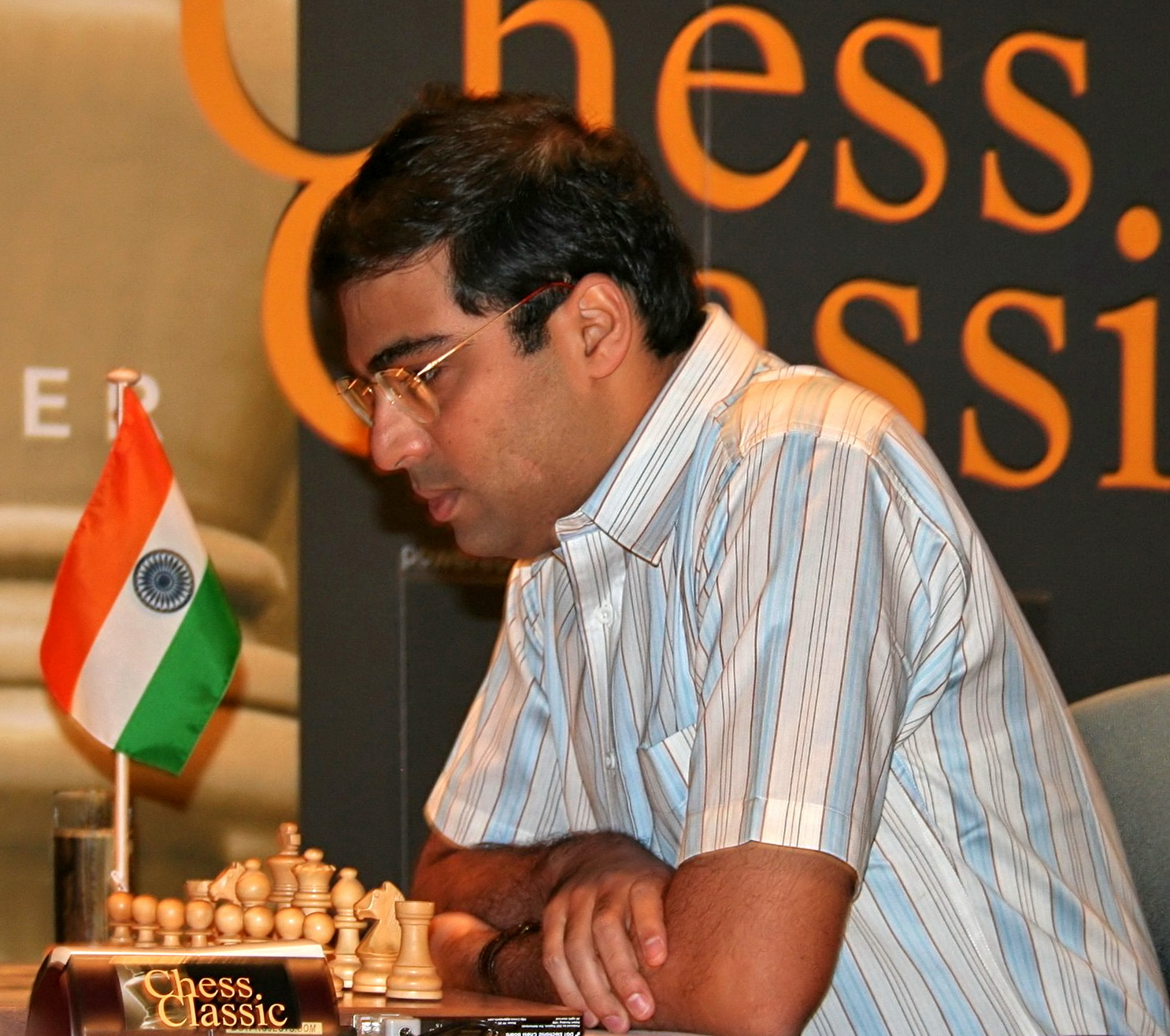
Viswanathan Anand, FIDE-Weltmeister 2000–2002

Vom 24. November bis 27. Dezember 2000 fand in Neu-Delhi und Teheran ein weiteres K.-o.-Turnier statt, das als FIDE-Weltmeisterschaft galt. Wladimir Kramnik hatte erst kurz zuvor bei der „klassischen“ Schachweltmeisterschaft 2000 Kasparow entthront. Aus diesem Grund nahm keiner dieser beiden Spieler teil, die damals die Plätze eins und drei der Weltrangliste vom Oktober 2000 belegten.

### Zeitkontrollen
Bei den normalen Partien waren die Zeitkontrollen nach 100 Minuten für 40 Züge, dann nach 50 Minuten für 20 weitere Züge vorgesehen. Schließlich standen zehn Minuten für den Rest der Partie plus 30 Sekunden pro Zug zur Verfügung. Bei einem Gleichstand sollten zwei Schnellpartien mit 25 Minuten Bedenkzeit und 10 Sekunden Aufschlag pro Zug gespielt werden, bei nochmaligen Unentschieden eine erneute Verlängerung um zwei Schnellpartien, in diesem Fall aber nur mit 15 Minuten Bedenkzeit und 10 Sekunden Zugabe pro Zug. Falls es danach immer noch unentschieden gestanden hätte, wäre eine letzte Partie gespielt worden, bei der Weiß vier Minuten auf der Uhr gehabt hätte und Schwarz fünf. Weiß hätte aber unbedingt gewinnen müssen, bei einem Remis wäre Schwarz der Sieger gewesen.

### Ergebnis
Dieses Mal setzte sich einer der Favoriten durch, der spätere alleinige Weltmeister Viswanathan Anand gewann überlegen. Nur einmal musste er in den Vorrunden in einen Tiebreak. Im Finale in Teheran, das über sechs Partien angesetzt war, gewann er vorzeitig gegen Alexei Schirow mit 3,5:0,5.
|                   | 1 | 2 | 3 | 4 | Ergebnis |
| ----------------- | - | - | - | - | -------- |
| Viswanathan Anand | ½ | 1 | 1 | 1 | 3½       |
| Alexei Schirow    | ½ | 0 | 0 | 0 | ½        |

## FIDE-Weltmeisterschaft 2001/2002
Zwei Jahre später fand die nächste Weltmeisterschaft statt. Vom 17. November 2001 bis 23. Januar 2002
wurde erneut im K.-o.-Modus ausgespielt. Ort des Geschehens war der Staatliche Kremlpalast, ein modernes Veranstaltungszentrum, das im Moskauer Kreml gelegen ist.

### Zeitkontrollen

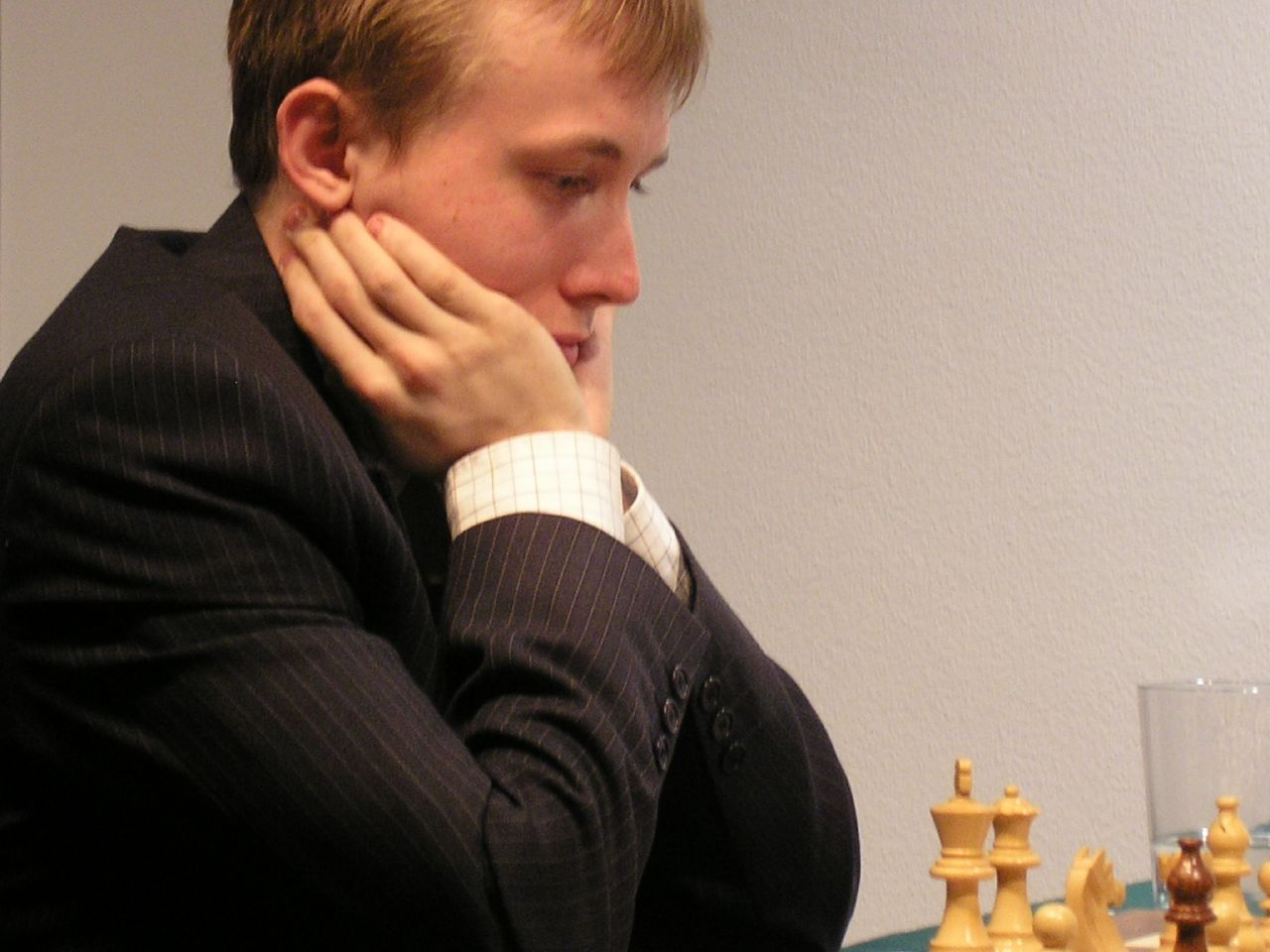
Ruslan Ponomarjow

Nach dem Turnier wurde die FIDE vielfach wegen der Einführung einer drastisch verkürzten Bedenkzeit kritisiert: Das Spieltempo betrug seit dieser Weltmeisterschaft bis zu der durch heftige Proteste der Spieler erzwungenen Abschaffung im Jahr 2004 bei offiziellen FIDE-Turnieren (Weltmeisterschaft, Schacholympiade, Jugend-WM etc.) 90 Minuten für 40 Züge und 15 Minuten für den Rest der Partie, zusätzlich wurden 30 Sekunden für jeden ausgeführten Zug addiert. Die „klassische“ Bedenkzeit, die währenddessen bei internationalen Nicht-FIDE Turnieren galt und 2005 auch wieder von der FIDE eingeführt wurde und von der überwiegenden Mehrzahl der Spieler favorisiert wird – gemäß einer ChessBase-Umfrage von 80 Prozent der Befragten –, umfasst zwei Stunden für 40 Züge, eine Stunde für die nächsten 20 Züge, danach eine oder eine halbe Stunde Bedenkzeit für die restlichen Züge (gelegentlich gibt es noch einen zusätzlichen Aufschlag von 30 Sekunden pro Zug).

### Ergebnis
Der junge Ukrainer Ruslan Ponomarjow gewann im Finale gegen seinen Landsmann Wassyl Iwantschuk überraschend mit 4,5:2,5.
|                   | 1 | 2 | 3 | 4 | 5 | 6 | 7 | Ergebnis |
| ----------------- | - | - | - | - | - | - | - | -------- |
| Ruslan Ponomarjow | 1 | ½ | ½ | ½ | 1 | ½ | ½ | 4½       |
| Wassyl Iwantschuk | 0 | ½ | ½ | ½ | 0 | ½ | ½ | 2½       |

## Die „Prager Abmachung“ 2002
Es wurden während der Spaltung immer wieder Versuche unternommen, die konkurrierenden Titel zu vereinigen. Der am weitesten vorangetriebene war die von dem amerikanischen Großmeister Yasser Seirawan initiierte Prager Abmachung, welche am 6. Mai 2002 von Garri Kasparow, Wladimir Kramnik und Kirsan Iljumschinow, dem Präsidenten der FIDE, unterzeichnet wurde.
Geplant war, dass der FIDE-Weltmeister Ruslan Ponomarjow gegen den Weltranglisten-Ersten Kasparow einen Zweikampf bestreitet. Gleichzeitig sollte der klassische Weltmeister Kramnik gegen den Gewinner der Dortmunder Schachtage 2002 (dies wurde Péter Lékó) antreten. Die Sieger dieser beiden Kämpfe hätten in einem Weltmeisterschaftskampf den alleinigen Titelträger ermittelt.
Auf Grund von Unstimmigkeiten fanden die Qualifikationswettkämpfe jedoch nicht statt: Ponomarjow verlangte die Änderung verschiedener Punkte in seinem Vertrag, was die FIDE ablehnte. Aus diesem Grund verweigerte er sich zu unterschreiben.
Daraufhin legte die FIDE einen entsprechend modifizierten Vereinigungsvorschlag vor: Der Gewinner der nächsten FIDE-Weltmeisterschaft sollte gegen Kasparow spielen, jedoch nicht später als im Juli 2005. Der Sieger hätte gegen den Sieger der klassischen Weltmeisterschaft 2004, die zwischen Kramnik und Lékó im September und Oktober 2004 ausgetragen wurde, um den WM-Titel spielen sollen.

## FIDE-Weltmeisterschaft 2004

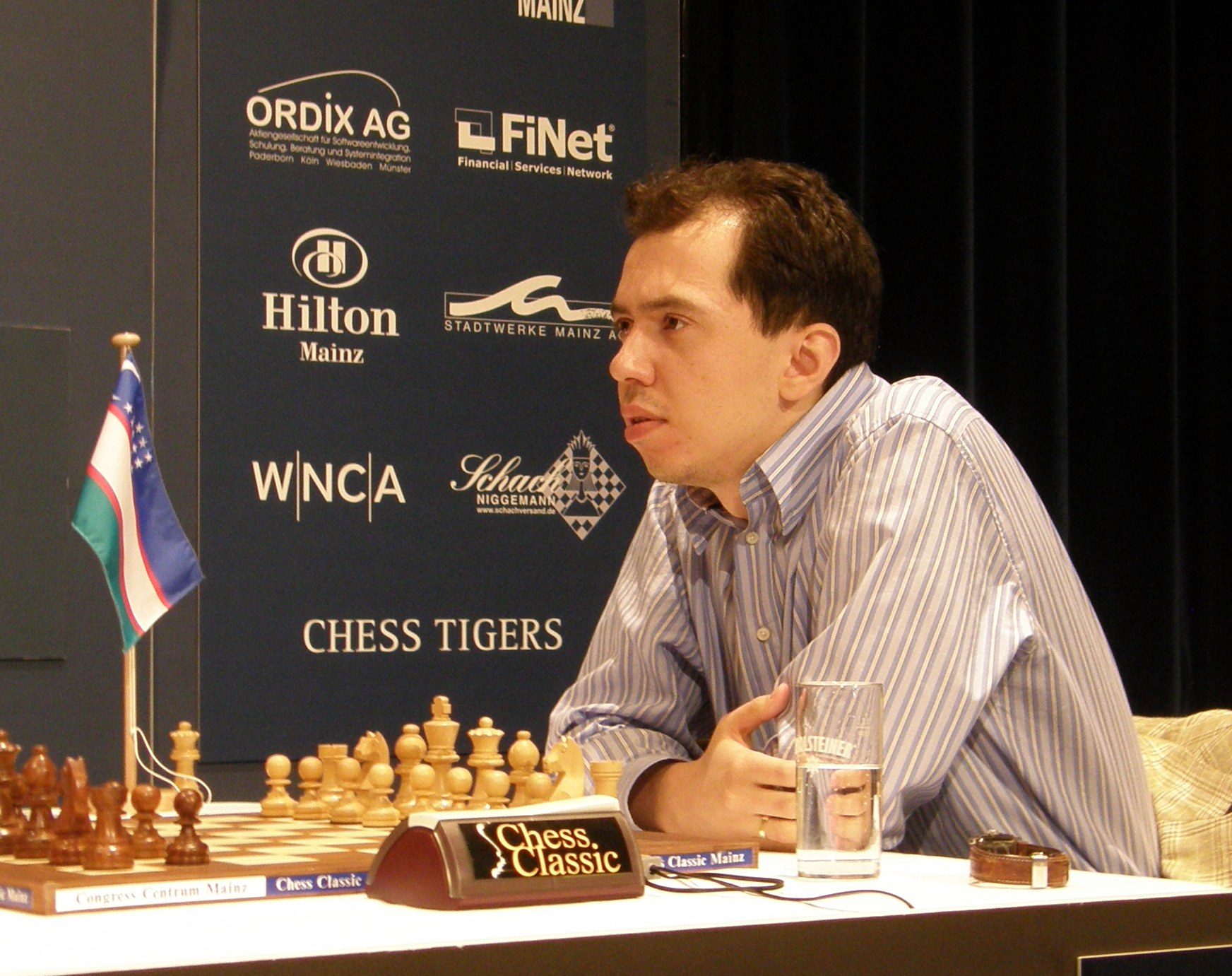
Rustam Kasimjanov, Überraschungssieger der FIDE-Weltmeisterschaft 2004

Das fünfte und letzte der K.-o.-Turniere fand vom 18. Juni bis 13. Juli 2004 in der libyschen Hauptstadt Tripolis statt. Austragungsort war das Almahary-Hotel. An diesem umstrittensten aller FIDE-Turniere nahmen nur sehr wenige Weltklassespieler teil. Einerseits hinderte die libysche Staatsführung alle israelischen Staatsbürger daran einzureisen, und auch wenn zahlreiche jüdische Schachspieler aus aller Welt einreisten, verhielten sich einige Spieler, darunter nichtjüdische, solidarisch mit den Israelis. Andererseits war ein umstrittener Vertrag der FIDE, der die Teilnehmer im Ungewissen über eine Vergütung ihrer Spesen ließ, Grund für zahlreiche Absagen. Geplant war, dass der Sieger des Turniers gegen Kasparow einen Vereinigungskampf spielt. Dieser fand jedoch auf Grund von Unstimmigkeiten nicht statt.

### Turnierbedingungen
Die FIDE verwendete erneut die verkürzte Bedenkzeit, die nach heftigen Protesten nach dem Turnier abgeschafft wurde. Auch wurden die ersten fünf Runden mit anfangs nur zwei Partien sehr zügig gespielt. Das Halbfinale ging über vier Partien, das Finale über sechs. Zeitkontrollen waren nach neunzig Minuten für 40 Züge, danach gab es einen Aufschlag von 15 Minuten und von Anfang an 30 Sekunden pro Zug. Im Falle eines Gleichstandes entschieden wieder Tiebreaks über das Weiterkommen. Zuerst wurden zwei Schnellpartien mit 25 Minuten Bedenkzeit und zehn Sekunden Aufschlag pro Zug gespielt, nach einem erneuten Unentschieden wären zwei Partien über fünf Minuten und 10 Sekunden pro Zug gespielt worden; falls es danach immer noch unentschieden gestanden hätte, wäre eine letzte Partie gespielt worden, bei der Weiß sechs Minuten auf der Uhr gehabt hätte und Schwarz fünf. Weiß hätte aber unbedingt gewinnen müssen, bei einem Remis wäre Schwarz weiter gewesen.

### Ergebnis
Bei diesem Turnier gab es die größte Überraschung aller FIDE-Weltmeisterschaften, als sich der Usbeke Rustam Kasimjanov den Titel holte. Er besiegte den Briten Michael Adams im Finale mit 1,5:0,5 in zwei fällig gewordenen 25-Minuten-Partien, nachdem es nach sechs Partien mit langer Bedenkzeit 3:3 stand. Als Preisgeld erhielt Kasimjanov 80.000 US-Dollar.
|                   | 1 | 2 | 3 | 4 | 5 | 6 | Stand | S1 | S2 | Stand | Ergebnis |
| ----------------- | - | - | - | - | - | - | ----- | -- | -- | ----- | -------- |
| Rustam Kasimjanov | ½ | 1 | 0 | 1 | 0 | ½ | 3     | 1  | ½  | 1½    | 4½       |
| Michael Adams     | ½ | 0 | 1 | 0 | 1 | ½ | 3     | 0  | ½  | ½     | 3½       |

## Endgültiges Scheitern der Prager Abmachung
Nach seinem Titelgewinn sollte also Kasimjanov zur Wiedervereinigung des Titels gegen Kasparow spielen. Der Weltschachbund wählte die Vereinigten Arabischen Emirate als Austragungsort dieses Zweikampfes aus. Allerdings kam auch dieses Vorhaben nicht zustande. Die versprochene Finanzierung des Zweikampfs blieb aus, und auch Pläne, das Match stattdessen in der Türkei stattfinden zu lassen, verliefen im Sand.
Durch diese Unklarheiten verzögerte sich die ganze Angelegenheit. Schließlich wurde die Diskussion nach Kasparows überraschendem Karriereende im März 2005 obsolet.

## FIDE-Weltmeisterschaft 2005

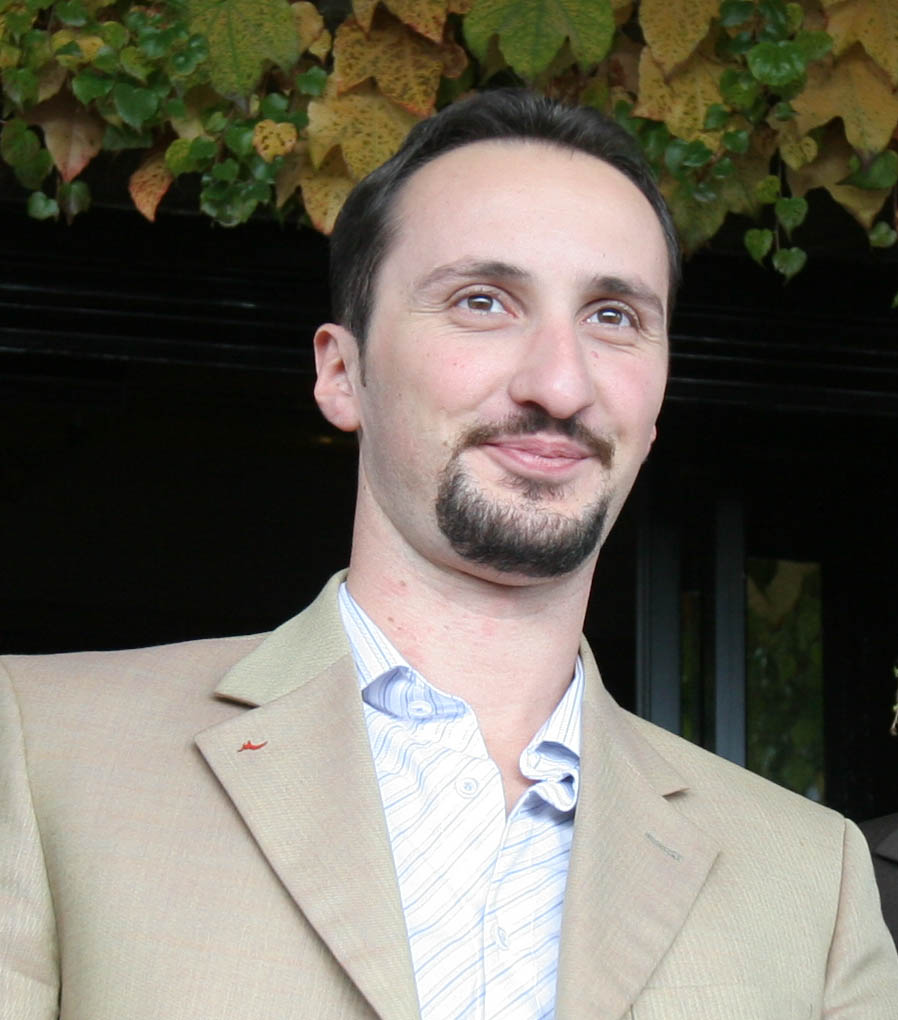
Wesselin Topalow bei seiner Ankunft in Sofia im Oktober 2005 nach dem Gewinn der FIDE-WM

Vom 27. September bis 16. Oktober 2005 fand in San Luis in Argentinien die letzte FIDE-Weltmeisterschaft während der Zeit der Spaltung in der Titelfrage statt, bis im Jahr darauf die von der Schachwelt herbeigesehnte Vereinigung der beiden Weltmeistertitel vollzogen werden konnte (siehe unten).

### Teilnehmer
Eingeladen waren die folgenden acht Spieler:
- die Finalisten der Weltmeisterschaft 2004: Rustam Kasimjanov und Michael Adams
- der klassische Weltmeister Wladimir Kramnik, und sein letzter Herausforderer Péter Lékó
- die vier besten Spieler der Weltrangliste: Garri Kasparow, Viswanathan Anand, Wesselin Topalow und Alexander Morosewitsch.[11]

Da Kramnik dieses Turnier nicht als WM und den Vereinigungsvertrag der konkurrierenden Weltmeisterschaften als von der FIDE gebrochen ansah, nahm er die Einladung nicht an, ebenso sagte auch Kasparow, der seine Karriere beendet hatte, ab. Stattdessen nahmen die nächsten Spieler auf der Weltrangliste teil, Pjotr Swidler und Judit Polgár.

### Turnierbedingungen
Die FIDE nahm Abstand vom umstrittenen K.-o.-System und veranstaltete zum ersten Mal seit 1948 ein Rundenturnier, das den Weltmeister küren sollte. Auch auf die wiederholt kritisierte verkürzte Bedenkzeit verzichtete die FIDE in dem Turnier, das mit der klassischen Bedenkzeitregelung von zwei Stunden für 40 Züge, danach eine Stunde für 20 Züge sowie 15 Minuten mit einem Inkrement von 30s je Zug für den Rest der Partie ausgespielt wurde. Die acht Teilnehmer trugen über 14 Runden jeweils zwei Partien gegeneinander aus.

### Endstand
Der Bulgare Wesselin Topalow gewann das Turnier ungeschlagen mit 1,5 Punkten Vorsprung auf Viswanathan Anand und Pjotr Swidler, nachdem er in der ersten Hälfte mit 6,5 Punkten aus den ersten sieben Partien eine überragende Leistung erzielt hatte und in der zweiten Hälfte alle restlichen Partien remisierte.
|                        | Elo  | Performance | WT | VA | PS | AM | PL | RK | MA | JP | Punkte |
| ---------------------- | ---- | ----------- | -- | -- | -- | -- | -- | -- | -- | -- | ------ |
| Wesselin Topalow       | 2788 | +102        | −  | ½½ | 1½ | 1½ | 1½ | 1½ | 1½ | 1½ | 10     |
| Viswanathan Anand      | 2788 | +19         | ½½ | −  | ½½ | 0½ | ½1 | 01 | 1½ | 11 | 8½     |
| Pjotr Swidler          | 2738 | +76         | 0½ | ½½ | −  | 11 | 1½ | ½½ | ½½ | 1½ | 8½     |
| Alexander Morosewitsch | 2707 | +36         | 0½ | 1½ | 00 | −  | ½1 | ½1 | ½½ | ½½ | 7      |
| Péter Lékó             | 2763 | −52         | 0½ | ½0 | 0½ | ½0 | −  | ½1 | 1½ | 1½ | 6½     |
| Rustam Kasimjanov      | 2670 | +2          | 0½ | 10 | ½½ | ½0 | ½0 | −  | ½½ | 01 | 5½     |
| Michael Adams          | 2719 | −53         | 0½ | 0½ | ½½ | ½½ | 0½ | ½½ | −  | ½½ | 5½     |
| Judit Polgár           | 2735 | −125        | 0½ | 00 | 0½ | ½½ | 0½ | 10 | ½½ | −  | 4½     |

## Geglückte Titelvereinigung
Vor der Weltmeisterschaft 2005 hatte die FIDE erklärt, den Sieger des Turniers als alleinigen Weltmeister zu betrachten. Da der klassische Weltmeister Kramnik nicht teilnahm, bestand allerdings die Spaltung des Titels fort. Kramnik berief sich auf die „Prager Abmachung“ und somit die Möglichkeit, einen direkten Vereinigungskampf gegen den FIDE-Weltmeister zu spielen. Auch als nach dem Turnier Topalow als FIDE-Weltmeister feststand, bekräftigte Kramnik seine Bereitschaft zu einem solchen Zweikampf.
Topalow, der sich zunächst reserviert zeigte, nahm die Herausforderung an. Im Jahr 2006 fand der Vereinigungskampf statt, aus dem Kramnik als Sieger hervorging. Damit war er der erste allgemein anerkannte alleinige Schachweltmeister seit Kasparow. Kramniks Nachfolger wurde Viswanathan Anand, der ihm bei der Schachweltmeisterschaft 2007 den Titel abnahm.